# 波滕施泰因
波滕施泰因（德語：Pottenstein，發音：[ˈpɔtn̩ˌʃtaɪn] ⓘ）是德国巴伐利亚州上弗兰肯行政区拜罗伊特县的城市，面积73.29平方千米，2023年12月31日人口为5,225人。